# Кутоп'юган
Куто́п'юга́н (рос. Кутопьюган) — село у складі Надимського району Ямало-Ненецького автономного округу Тюменської області, Росія. Адміністративний центр Кутоп'юганського сільського поселення.
Населення — 824 особи (2010, 849 у 2002).
Національний склад станом на 2002 рік: ненці — 80 %.